# Vízilabda a 2015-ös úszó-világbajnokságon
A vízilabda-világbajnokságokat a 2015-ös úszó-világbajnokságon július 26. és augusztus 8. között rendezték meg.

## Éremtáblázat
|          | Nemzet           | Arany | Ezüst | Bronz | Összesen |
| 1        | Szerbia          | 1     | 0     | 0     | 1        |
| 1        | Egyesült Államok | 1     | 0     | 0     | 1        |
| 2        | Horvátország     | 0     | 1     | 0     | 1        |
| 2        | Hollandia        | 0     | 1     | 0     | 1        |
| 3        | Görögország      | 0     | 0     | 1     | 1        |
| 3        | Olaszország      | 0     | 0     | 1     | 1        |
| Összesen | Összesen         | 2     | 2     | 2     | 6        |

## Férfi
| Arany | Ezüst | Bronz |
| Szerbia · Milan Aleksić · Miloš Ćuk · Filip Filipović · Živko Gocić · Nikola Jakšić · Dušan Mandić · Branislav Mitrović · Stefan Mitrović · Slobodan Nikić · Duško Pijetlović · Gojko Pijetlović · Andrija Prlainović · Sava Ranđelović | Horvátország · Marko Bijač · Luka Bukić · Damir Burić · Andro Bušlje · Maro Joković · Luka Lončar · Petar Muslim · Paulo Obradović · Josip Pavić · Fran Paškvalin · Antonio Petković · Anđelo Šetka · Sandro Sukno | Görögország · Hrísztosz Afrudákisz · Evángelosz Delakasz · Georgios Dervisis · Konsztandínosz Fléngasz · Jánisz Fundúlisz · Stefanos Galanopoulos · Konstantinos Genidounias · Aléxandrosz Gúnasz · Hrisztódulosz Kolómvosz · Konsztandínosz Muríkisz · Manólisz Milonákisz · Kiriákosz Pondikéasz · Ángelosz Vlahópulosz |

## Női
| Arany | Ezüst | Bronz |
| Egyesült Államok · Kami Craig · Rachel Fattal · Makenzie Fischer · Kaleigh Gilchrist · Ashley Grossman · Samantha Hill · Ashleigh Johnson · Courtney Mathewson · Madelin Musselman · Kiley Neushul · Melissa Seidemann · Margaret Steffens · Alys Williams | Hollandia · Laura Aarts · Amarens Genee · Dagmar Genee · Lieke Klaassen · Maud Megens · Marloes Nijhuis · Vivian Sevenich · Miloushka Smit · Nomi Stomphorst · Leonie van der Molen · Catharina van der Sloot · Isabella van Toorn · Debby Willemsz | Olaszország · Rosaria Aiello · Laura Barzon · Roberta Bianconi · Tania Di Mario · Giulia Emmolo · Teresa Frassinetti · Arianna Garibotti · Giulia Gorlero · Francesca Pomeri · Elisa Queirolo · Federica Radicchi · Chiara Tabani · Laura Teani |